# Романтизм в науке
На науку 19 века большое влияние оказал романтизм (или англ. Age of Reflection, прибл. 1800—1840 гг.), интеллектуальное движение, зародившееся в Западной Европе и противостоящее Просвещению конца 18 века.:xxi Романтизм включал в себя многие области знания, в том числе политику, искусство и гуманитарные науки.
В отличие от механистической натурфилософии эпохи Просвещения, европейские ученые эпохи романтизма считали, что наблюдение за природой подразумевает понимание себя и что знание природы «не должно быть получено силой». Они чувствовали, что Просвещение поощряло злоупотребление науками, и стремились привить новый способ расширения научных знаний, который, по их мнению, был бы более полезным не только для человечества, но и для природы.:xii
Романтизм выдвинул ряд тем: он продвигал антиредукционизм (что целое более ценно, чем отдельные части) и эпистемологический оптимизм (человек был связан с природой), а также поощрял творчество, опыт и гениальность. Он также подчеркивал роль ученого в научных открытиях, считая, что приобретение знаний о природе означает и понимание человека; поэтому эти ученые придавали большое значение уважительному отношению к природе.:xiv
Романтизм пришел в упадок примерно в 1840 году, когда новое движение, позитивизм, овладело интеллектуалами и просуществовало примерно до 1880 года. Как и интеллектуалы, которые ранее разочаровались в Просвещении и искали новый подход к науке, теперь люди потеряли интерес к романтизму и стремились изучать науку, используя более строгий процесс.

## Романтическая наука vs. Наука Просвещения
Просвещение прочно укоренилось во Франции в последние десятилетия 18 века; романтический взгляд на науку был движением, которое процветало в Великобритании и особенно в Германии первой половины 19 века. :xii:22 Оба движения стремились увеличить индивидуальное и культурное самосознание, признавая пределы человеческого знания посредством изучения природы и интеллектуальных способностей человека. Романтизм однако привел к растущей неприязни многих интеллектуалов к принципам, продвигаемым Просвещением; некоторые считали, что акцент мыслителей той эпохи на рациональном мышлении посредством дедуктивных рассуждений и арифметизации натурфилософии создал слишком холодный подход к науке, который пытался контролировать природу, а не мирно сосуществовать с ней.:3–4
По мнению философов Просвещения, путь к полному знанию требовал анализа информации по любому рассматриваемому предмету и разделения знания на подкатегории подкатегорий, известного как редукционизм. Это считалось необходимым, чтобы опираться на знания древних, таких как Птолемей, и мыслителей эпохи Возрождения, таких как Коперник, Кеплер и Галилей. Было широко распространено мнение, что одной лишь интеллектуальной силы человека достаточно для понимания каждого аспекта природы. Примеры выдающихся ученых эпохи Просвещения включают сэра Исаака Ньютона (физика и математика), Готфрида Лейбница (философия и математика) и Карла Линнея (ботаник и врач).

## Принципы романтизма

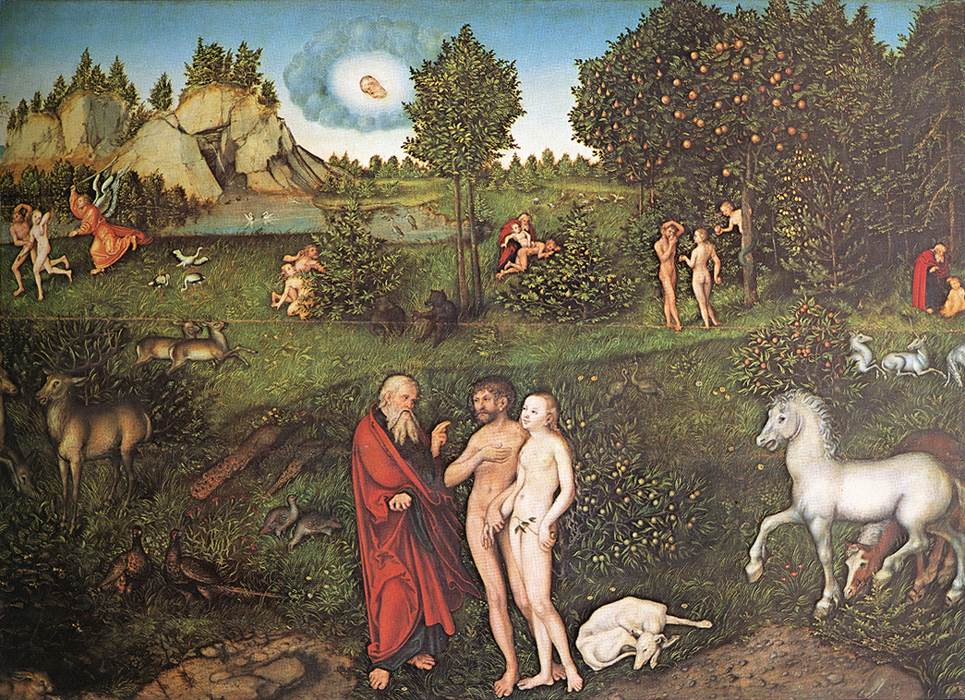
Адам и Ева Лукаса Кранаха

Романтизм имел четыре основных принципа: «изначальное единство человека и природы в Золотой век; последующее отделение человека от природы и раздробление человеческих способностей; интерпретируемость истории вселенной в человеческом, духовном смысле; и возможность спасения через созерцание природы». :4
Вышеупомянутый Золотой Век является отсылкой из греческих мифов и легенд к Векам человечества. Мыслители-романтики стремились воссоединить человека с природой и, следовательно, с его естественным состоянием. :2–4
Для романтиков «наука не должна приводить к расколу между природой и человеком». Романтики верили в присущую человечеству способность понимать природу и ее явления, как и философы Просвещения, но предпочитали не препарировать информацию как некую ненасытную жажду познания и не отстаивали то, что можно назвать манипулированием природой. Они рассматривали Просвещение как «бессердечную попытку вырвать знание из природы», которая ставила человека выше природы, а не как ее гармоничную часть; и наоборот, они хотели «импровизировать на природе как на великом инструменте».:4 Философия природы была посвящена наблюдению за фактами и тщательным экспериментам, что было гораздо больше похоже на подход «невмешательства», в отличие от взгляда Просвещения, который считался слишком контролирующим.:xii
Естествознание, по мнению романтиков, предполагало отказ от механических метафор в пользу органических; другими словами, они решили рассматривать мир как состоящий из живых существ с чувствами, а не из объектов, которые просто функционируют. Сэр Гемфри Дэви, выдающийся мыслитель-романтик, сказал, что понимание природы требует «отношения восхищения, любви и поклонения, … личного отклика».:15 Он считал, что знание доступно только тем, кто искренне ценит и уважает природу. Самопонимание было важным аспектом романтизма. Это было связано не столько с доказательством того, что человек способен понимать природу (с помощью своего зарождающегося интеллекта) и, следовательно, управлять ею, сколько с эмоциональной привлекательностью соединения себя с природой и понимания ее посредством гармоничного сосуществования.:xiv:2

## Важные работы в романтической науке
Классифицируя многие научные дисциплины, развившиеся в этот период, романтики полагали, что объяснения различных явлений должны основываться на vera causa, а это означало, что уже известные причины будут производить аналогичные эффекты в других местах.:15 Точно так же романтизм был очень антиредукционистским: они верили, что неорганические науки находятся не на вершине иерархии, а в самом низу, за ними же следуют науки о жизни, а психология стоит еще выше.:19 Эта иерархия отражала романтические идеалы науки, когда весь организм имеет больший приоритет над неорганической материей. Хитросплетения человеческого разума имеют еще большее значение, поскольку человеческий интеллект был священным и необходимым для понимания окружающей его природы и воссоединения с ней.
Различные дисциплины по изучению природы, культивируемые романтизмом, включали: Натурфилософию Шеллинга; космологию и космогонию; историю развития земли и ее существ; новую науку биологию; исследования психических состояний, сознательных и бессознательных, нормальных и ненормальных; экспериментальные дисциплины для раскрытия скрытых сил природы — электричество, магнетизм, гальванизм и другие жизненные силы; физиогномика, френология, метеорология, минералогия, «философская» анатомия и другие.:6

## Натурфилософия
В «Натурфилософии» Фридрих Шеллинг изложил свой тезис о необходимости воссоединения человека с природой; именно эта немецкая работа впервые определила романтическую концепцию науки и видение натурфилософии. Он называл природу «историей пути к свободе» и призывал к воссоединению человеческого духа с природой.:31

### Биология
«Новая наука биология» была впервые названа как biologie Жаном-Батистом Ламарком в 1801 году и представляла собой «независимую научную дисциплину, родившуюся в конце длительного процесса эрозии „механической философии“, состоящего в распространении понимания того, что явления живой природы не могут быть поняты в свете законов физики, но требуют объяснения ad hoc».:47Философия механики 17 века стремилась объяснить жизнь как систему частей, которые работают или взаимодействуют подобно частям машины. Ламарк заявил, что науки о жизни должны отделиться от физических наук, и стремился создать область исследований, отличную от концепций, законов и принципов физики. Отвергая механизм, не отказываясь полностью от исследования материальных явлений, которые действительно происходят в природе, он смог указать, что «живые существа обладают специфическими характеристиками, которые не могут быть сведены к характеристикам, которыми обладают физические тела» и что живая природа не является un ensemble d’objets métaphisiques («совокупность метафизических объектов»).:63 Он не «открыл» биологию; он объединил уже написанные работы и организовал из них новую науку.:57

### Гёте

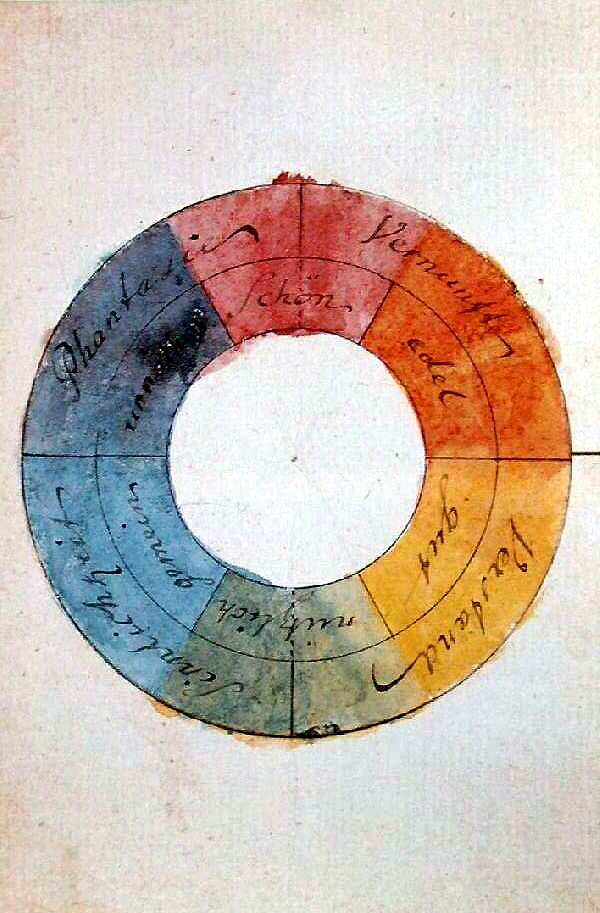
Цветовое кольцо Гёте

Эксперименты Иоганна Гёте с оптикой были прямым результатом применения им романтических идеалов наблюдения, а также демонстрировали пренебрежение работой Ньютона с оптикой. Гете полагал, что цвет был не внешним физическим явлением, а внутренним для человека; Ньютон же пришел к выводу, что белый свет представляет собой смесь других цветов, а Гёте считал, что опроверг это утверждение своими наблюдениями-экспериментами. Таким образом, он делал упор на человеческую способность видеть цвет, человеческую способность получать знания посредством «вспышек озарения», а не на математическое уравнение, которое могло бы аналитически его описать.:16–17

### Гумбольдт
Александр фон Гумбольдт был сторонником сбора эмпирических данных и необходимости использования учеными-естествоиспытателями опыта и количественных оценок для понимания природы. Он стремился найти единство природы, восхваляя эстетические качества мира природы и описывая естествознание в религиозных тонах в его книгах «Аспекты природы» и «Космос».:15 Он считал, что наука и красота могут дополнять друг друга.

### Естественная история
Романтизм также сыграл большую роль в естественной истории, особенно в теории биологической эволюции. Николс (2005) исследует связи между наукой и поэзией в англоязычном мире в 18-м и 19-м веках, сосредоточив внимание на работах американского естествоиспытателя Уильяма Бартрама и британского естествоиспытателя Чарльза Дарвина. В «Путешествии Бартрама по Северной и Южной Каролине, Джорджии, Восточной и Западной Флориде» (1791 г.) флора, фауна и ландшафты американского Юга описаны с ритмичностью и энергией, которые поддались мимикрии и стали источником вдохновения для таких поэтов-романтиков эпохи, как Уильям Вордсворт, Сэмюэл Тейлор Кольридж и Уильям Блейк. Работа Дарвина, в том числе «Происхождение видов» (1859 г.), ознаменовала конец эпохи романтизма, когда использование природы в качестве источника творческого вдохновения было обычным явлением, и привела к возникновению реализма и использованию аналогий в искусстве.

### Математика
Александер (2006) утверждает, что природа математики изменилась в 19 веке с интуитивной, иерархической и повествовательной практики, используемой для решения реальных проблем, на теоретическую, в которой важны логика, строгость и внутренняя согласованность, а не практическое применение науки. Возникли новые области, такие как неевклидова геометрия и статистика, а также теория групп, теория множеств и символическая логика. По мере того как менялась дисциплина, менялись и характеры вовлеченных в нее людей, и образ трагического романтического гения, часто встречающийся в искусстве, литературе и музыке, можно также применить к таким математикам, как Эварист Галуа (1811—1832 гг.), Нильс Хенрик Абель. (1802-29) и Янош Бойяи (1802—1860). Величайшим из математиков-романтиков был Карл Фридрих Гаусс (1777—1855), внесший большой вклад во многие разделы математики.

### Физика
Кристенсен (2005) показывает, что творчество Ганса Христиана Эрстеда (1777—1851) основано на романтизме. Открытие Эрстедом электромагнетизма в 1820 году было направлено против математически обоснованной ньютоновской физики эпохи Просвещения; Эрстед считал технологию и практическое применение науки не связанными с настоящими научными исследованиями. Находясь под сильным влиянием кантовской критики корпускулярной теории, а также своей дружбы и сотрудничества с Иоганном Вильгельмом Риттером (1776—1809), Эрстед присоединился к романтической натурфилософии, которая отвергала идею универсального расширения механических принципов, понятных с помощью математики. Для него цель натурфилософии заключалась в том, чтобы отделиться от пользы (utility) и стать автономным предприятием. Он разделял романтическое убеждение, что сам человек и его взаимодействие с природой находятся в центре внимания натурфилософии.

### Астрономия

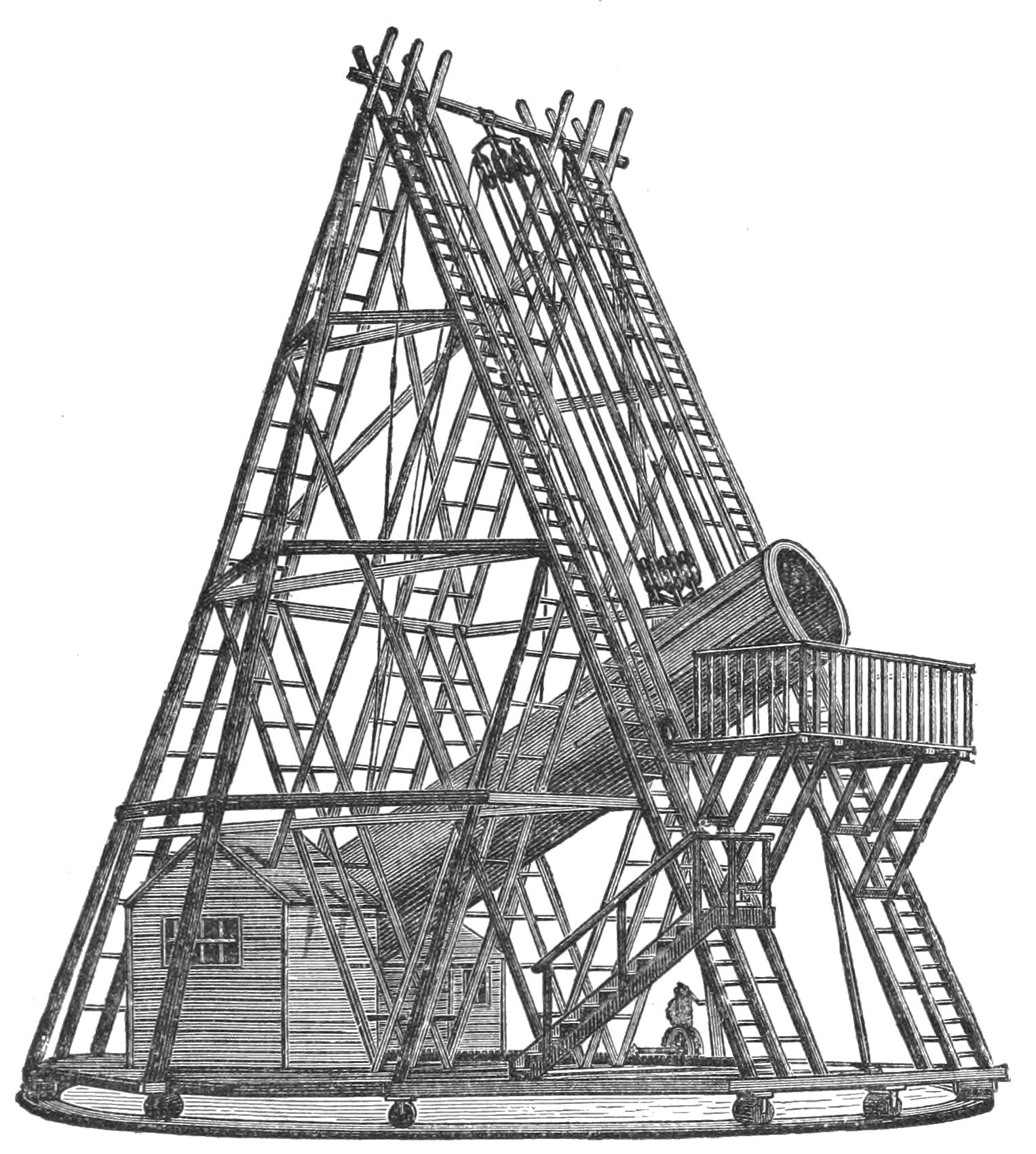
40-футовый телескоп Гершеля

Астроном Уильям Гершель (1738—1822) и его сестра Каролина Гершель (1750—1848) посвятили себя изучению звезд; они изменили представление общества о солнечной системе, Млечном Пути и значении вселенной.

### Химия
Сэр Гемфри Дэви был «самым важным ученым в Британии, которого можно назвать романтиком».:20 Его новый взгляд на то, что он назвал «химической философией», был примером использования принципов романтизма, которые повлияли на область химии; он подчеркивал открытие «примитивных, простых и ограниченных по количеству причин наблюдаемых явлений и изменений» в физическом мире и уже известных химических элементах, открытых Антуаном-Лораном Лавуазье, философом эпохи Просвещения.:31–42 Верный романтическому антиредукционизму, Дэви утверждал, что не отдельные компоненты, а «силы, связанные с ними, придают субстанциям характер»; другими словами, не то, чем были элементы по отдельности, а то, как они сочетались, вызывая химические реакции и, таким образом, завершая химию.:31–42

#### Органическая химия
Развитие органической химии в 19 веке потребовало принятия химиками идей, вытекающих из натурфилософии, видоизменив концепции Просвещения об органическом составе (выдвинутые Лавуазье). Центральное значение имели работы современных химиков по строению и синтезу органических веществ.

## Популярный образ науки
Другим мыслителем-романтиком, не ученым, но писателем, была Мэри Шелли. Ее знаменитая книга «Франкенштейн» также передала важные аспекты романтизма в науке, поскольку она включала элементы антиредукционизма и манипулирования природой — две ключевые темы, которые интересовали романтиков, а также рассматривались в химии, анатомии и натурфилософии. Она подчеркивала роль и ответственность общества в отношении науки и через свою историю поддерживала романтическую позицию о том, что наука может стать вредоносной, если человек не будет больше заботиться о том, чтобы ценить природу, а не контролировать ее.:20
Изображение «холодной философии» в поэме Джона Китса «Ламия»:3 оказало влияние на сонет Эдгара Аллана По 1829 года «К науке» и на книгу Ричарда Докинза 1998 года «Расплетая радугу».

## Упадок романтизма
Подъем позитивизма Огюста Конта в 1840 году способствовал упадку романтического подхода к науке. 